# Карло Тавеккіо
Карло Тавеккіо (італ. Carlo Tavecchio; 13 липня 1943, Понте-Ламбро, Ломбардія — 28 січня 2023) — італійський футбольний функціонер. Президент Національної любительської ліги (Lega Nazionale Dilettanti), віце-президент Італійської федерації футболу.

## Біографія
За совітою Карло Тевеккіо — бухгалтер. Колишній банкір.
Упродовж 15 років очолював любительське товариство (клуб). З 1987 до 1992 року очолював регіональний комітет Ломбардії, з 1992 — віце-президент Національної любительської ліги (Lega Nazionale Dilettanti).
2007 року обраний віце-президентом Італійської федерації футболу.
Кандидат на посаду президента Італійської федерації футболу 2014 року, коли перед виборами розголосу набуло висловлювання Тавеккіо про африканських легіонерів, яке визнали расистським. Більшість клубів нижчих ліг висловили підтримку кандидатурі Тавеккіо.
Одружений, має доньку.